# Seznam slovinských spisovatelů
Seznam slovinských spisovatelů obsahuje přehled některých významných spisovatelů, narozených nebo převážně publikujících ve Slovinsku.

## A
- Louis Adamic (1899–1951)
- Anton Aškerc (1856–1912)

## B
- Vladimir Bartol (1903–1967)
- Andrej Blatnik (* 1963)

## C
- Ivan Cankar (1876–1918)

## D
- Jurij Dalmatin (kolem 1547–1589)
- Aleš Debeljak (1961–2016)
- Milan Dekleva (* 1945)

## F
- Fran Saleški Finžgar (1871–1962)
- Evald Flisar (* 1945)

## G
- Nejc Gazvoda (* 1985)
- Borut Golob (* 1973)
- Niko Grafenauer (* 1940)

## J
- Janez Jalen (1891–1966)
- Drago Jančar (* 1948)
- Josip Jurčič (1844–1881)

## K
- Janko Kersnik (1852–1897)
- Edvard Kocbek (1904–1981)
- Eva Kurniková (* 1997)
- Srečko Kosovel (1904–1926)
- Lojze Kovačič (1928–2004)
- Taja Kramberger (* 1970)
- Janez Evangelist Krek (1865–1917)
- Zofka Kveder (1878–1926)
- Tomo Križnar (* 1954)

## L
- Feri Lainšček (* 1959)
- Fran Levstik (1831–1887)
- Anton Tomaž Linhart (1756–1795)

## M
- Mimi Malenšek (* 1919)
- Miha Mazzini (* 1961)
- Fran Milčinski (1867–1932)
- Vinko Möderndorfer (* 1958)
- Matija Murko (1861–1952)
- Rado Murnik (1870–1932)

## P
- Boris Pahor (* 1913)
- Ivan Pregelj (1883–1960)
- France Prešeren (* 1800)

## R
- Alojz Rebula (* 1924)
- Franček Rudolf (* 1944)

## S
- Andrej E. Skubic (* 1967)
- Anton Martin Slomšek (1800–1862)
- Ivo Svetina (* 1948)

## Š
- Tomaž Šalamun (* 1941)
- Janez Janez Švajncer (* 1948)
- Vladimir P. Štefanec (* 1964)

## T
- Ivan Tavčar (1851–1923)
- Suzana Tratnik (* 1963)
- Primož Trubar (1508–1586)

## V
- Milan Vidmar (1885–1962)
- Prežihov Voranc (1893–1950)
- Stanko Vraz (1810–1851)

## Z
- Dane Zajc (1929–2005)
- Ciril Zlobec (* 1925)

## Ž
- Oton Župančič (1878–1949)